# 伊戈爾·阿爾馬斯

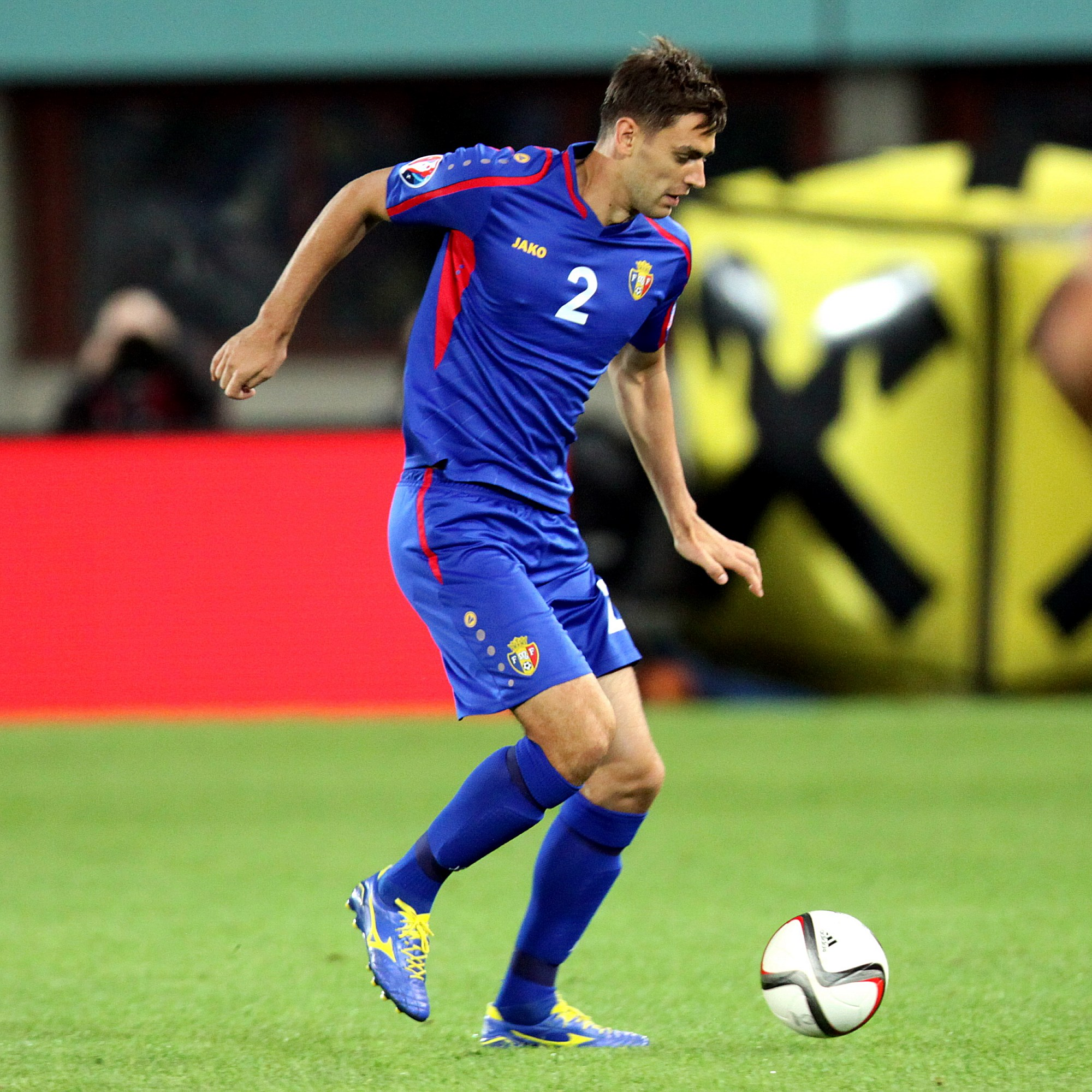
伊戈爾·阿爾馬斯

伊戈爾·阿爾馬斯（羅馬尼亞語：Igor Armaș；1987年7月14日—）是一位摩爾多瓦足球運動員。在場上的位置是後衛。他現在效力於俄羅斯足球超級聯賽球隊克拉斯諾達爾庫班足球俱樂部。他也代表摩爾多瓦國家足球隊參賽並且是摩爾多瓦的隊長。